# Beorn leggi
 Beorn leggi  ist eine ausgestorbene Bärtierchen-Art, die nur durch ein einziges Exemplar bekannt ist, das sich in kreidezeitlichem Bernstein aus Kanada erhalten hat.
Neben einigen anderen Funden aus der Kreidezeit und dem Kambrium ist Beorn leggi einer der wenigen Hinweise auf die Existenz von Bärtierchen in der Erdgeschichte und beweist durch sein weitgehend modernes Aussehen, dass Bärtierchen sich in morphologischer Hinsicht über mindestens 65 Millionen Jahre hinweg nur unwesentlich verändert haben.
Die Art wurde 1964 durch Kenneth W. Cooper erstbeschrieben, das Typusexemplar befindet sich heute im Museum of Comparative Zoology der Harvard University. Der Gattungsname Beorn wurde von Cooper in Anlehnung an eine gleichnamige Figur aus dem Kinderbuch Der Hobbit von J. R. R. Tolkien gewählt, die sowohl in der Gestalt eines Menschen als auch der eines Bären auftreten kann. Das Artepithet leggi geht auf den Studenten William M. Legg zurück, der im Sommer 1940 eine größere Sammlung von Bernstein anlegte, in der sich auch das Bärtierchenexemplar fand. Er verstarb im Jahr 1953, bevor er seine Abschlussarbeit an der Princeton University beenden konnte. Cooper, sein Freund und wissenschaftlicher Mentor, benannte Beorn leggi nach ihm.

## Merkmale

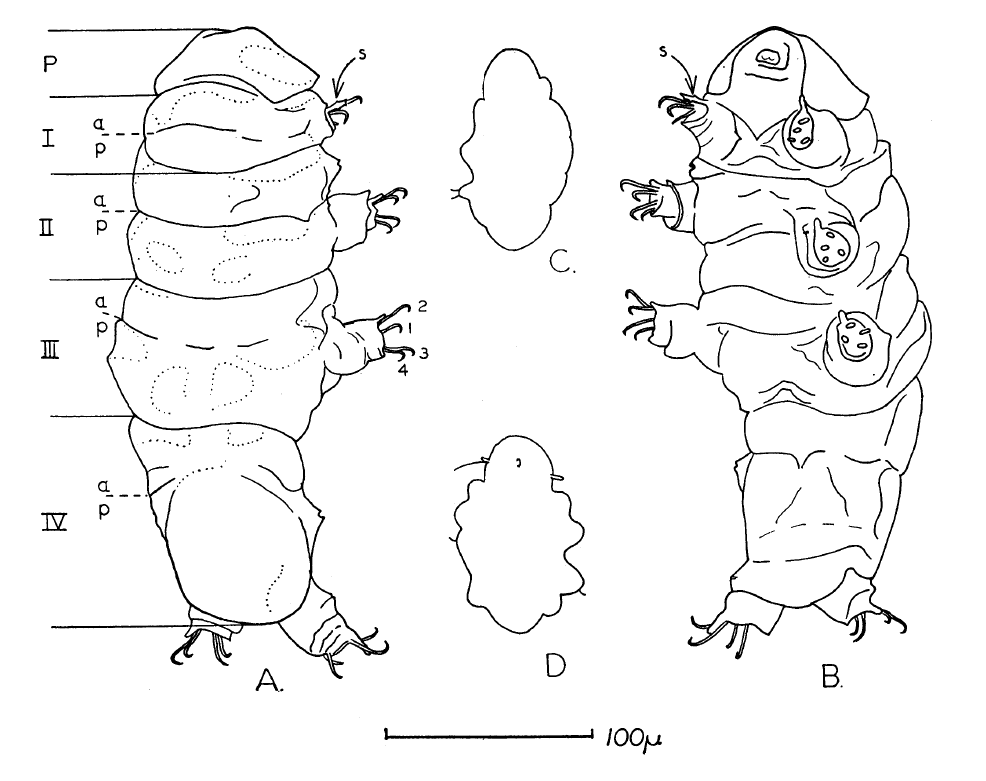
Beorn leggi

Das einzige bekannte Individuum ist in honigfarbenen Bernstein eingeschlossen, dessen Länge, Breite und Höhe mit jeweils 7, 6 und 3 Millimetern angegeben wird. Das Tier selbst ist 0,3 Millimeter lang und 0,08 Millimeter breit; wie auch bei modernen Bärtierchen ist der zylinderförmige Körper bauchseitig (ventral) abgeflacht.
Die Außenhaut (Cuticula) ist glatt, auf der Rückseite regional etwas verdickt, aber nicht zu Panzerplättchen (Scleriten) verhärtet, so dass Beorn leggi zu den „nackten“ Bärtierchen zu zählen ist. Quer zur Körperlängsachse (transversal) verlaufen insgesamt vier Furchen einmal um den ganzen Körper, die diesen oberflächlich in fünf Regionen teilen:
- Die erste oder prostomiale Region bildet den Kopf, auf dem keinerlei Strukturen wie etwa fadenförmige Cirri oder Clavae vorhanden sind, die bei manchen modernen Arten der Sinneswahrnehmung dienen; auch Augen lassen sich nicht identifizieren. Die Mundumgebung ist unauffällig und anscheinend nicht mit warzenähnlichen Vorsprüngen (Papillen) versehen.
- Die zweite Region ist das erste Rumpfsegment, hier befindet sich auch das erste Beinpaar. Auf der Rückseite verläuft eine kurze Querfurche, die gegenüber der Mittellinie des Segments etwas nach hinten verschoben ist.
- Die dritte und vierte Region tragen das zweite und dritte Beinpaar. Auch hier existieren auf der Rückseite kürzere Querfurchen, die seitlich zum Beinansatz hin auslaufen. Sie sind allerdings gegenüber der Mittellinie des Segments nach vorne verschoben.
- In der fünften Region befindet sich bauchseitig eine Querfurche, die jeweils etwas seitlich der Rückenmittellinie ausläuft.

Das Längenverhältnis der Segmente 2 bis 5 wird mit 1 : 1,3 : 1,3 : 2 angegeben.
Die Beine ließen sich vermutlich teleskopartig einziehen und tragen je vier ungleich lange und in Bezug auf die Beinmittelebene asymmetrisch angeordnete Klauen. Andere Merkmale wie die Struktur des Stilettapparats oder der Schlundmuskulatur lassen sich nicht erkennen; auch die Lage der Geschlechtsöffnung (Gonopore) in Bezug auf den Anus, die weitere Hinweise auf die Klassenzugehörigkeit der Art hätte geben können, ist nicht feststellbar.

## Fundstelle und Lebensraum
Woher das vorliegende Bernstein-Exemplar ursprünglich stammt, ist unbekannt; es war Teil sekundärer Sedimentablagerungen am Seeufer des Cedar Lake, die nicht weit vom Ausfluss des Saskatchewan River entfernt und südöstlich der Stadt The Pas in der kanadischen Provinz Manitoba gelegen sind. Begleitfunde legen die Vermutung nahe, dass der Lebensraum von Beorn leggi ein sumpfähnliches Feuchtbiotop war.

## Stammesgeschichtliche Einordnung
Die Zugehörigkeit von Beorn leggi zu den Bärtierchen darf als gesichert gelten; darüber hinaus lässt sich die Art sogar einer der drei modernen Klassen zuordnen – die Abwesenheit von Kopfstrukturen wie Cirri und Clavae und rückseitigen Panzerungen legt eine Einteilung in die Eutardigrada nahe. Innerhalb dieser Klasse wird Beorn leggi in eine separate Familie Beornidae gestellt, die aber als reines Formtaxon angesehen werden muss.

## Begleitfund
Zusammen mit Beorn leggi wurde ein Jungtier gefunden, das aber nur sehr schlecht erhalten ist, so dass über die Identifikation als Bärtierchen hinaus kaum Aussagen hinsichtlich seiner spezifischen Merkmale möglich sind. Weil sich zwei schwer erkennbare Strukturen am oder nahe dem Kopf als Cirrus und Clava deuten lassen, wird es manchmal als Bestandteil der Heterotardigrada angesehen; diese Identifikation kann jedoch nicht als gesichert gelten. Eine enge Verbindung mit Beorn leggi besteht vermutlich nicht.